# Roamer (Uhrenfabrik)
Die Roamer AG (Markenname Roamer of Switzerland) ist ein Uhrenhersteller mit Sitz in Wallbach in der Schweiz.

## Geschichte
Das Unternehmen wurde, je nach Quelle, im Jahr 1885 oder 1888 von Fritz Meyer in Solothurn in der Schweiz gegründet. Zunächst wurden Komponenten von Uhrwerken hergestellt, beginnend mit Zylinderhemmungen. Ab 1904 wurden vollständige Uhrwerke hergestellt. Ab 1907 wurde neben preiswerten Werken mit Zylinder- oder Stiftankerhemmung zusätzlich Uhrwerke mit Ankerhemmung hergestellt. Innerhalb von 20 Jahren wuchs der Absatz auf über 500.000 Uhren. Ab 1905 produzierte das Unternehmen als «Meyer & Stüdeli» Uhrwerke (Kaliberbezeichnung MST), ab 1923 Gehäuse und später auch noch Zifferblätter. Ab 1952 wurde Roamer zur Hauptmarke des Unternehmens und das Unternehmen wurde in Roamer Watch Co. umbenannt. Zu diesem Zeitpunkt wurden täglich 3.000 Uhren hergestellt. Zeitweise arbeiteten bis 1200 Menschen in der Uhrenfabrik und das Unternehmen erwirtschaftete einen Umsatz von 43 Mio. Franken. In den 1950er Jahren wurden von Roamer Armbanduhren mit Weckfunktion hergestellt, mit den Kalibern MST 417 und (ab 1957 mit) MST 427. Ab den 1950er Jahren wurden neben eigenen Uhrwerken auch Uhrwerke von anderen Herstellern verbaut.
Im Jahr 1972 wurde von Roamer das erste Quarz-Uhrwerk hergestellt, doch dies konnte den Niedergang des Unternehmens im Zuge der Quarzkrise nicht mehr aufhalten. Mitte der 1970er-Jahre wurde auch Roamer von der Uhrenkrise ereilt und das Unternehmen musste 1975 ein Nachlassverfahren anstrengen.
Der langjährige Mitarbeiter Marcel Leval kaufte die Marke aus dem Nachlass heraus und fertigte fortan mit einigen Mitarbeitern unter Verwendung von Komponenten anderer Hersteller weiterhin Roamer-Uhren. Im Jahr 1993 wurde ein Teil von Roamer von der Cung Nam Watch Group aus Hongkong die Marke übernommen und wurde anschließend von ihr geleitet. Im Jahr 2009 erwarb der Aargauer Uhrenunternehmer Christian Frommherz die Mehrheit bei Roamer. Seit 2013 werden von Roamer wieder Uhrwerke entwickelt.

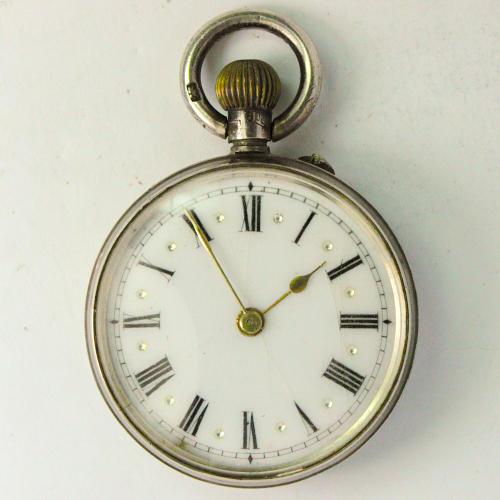
Meyer & Stüdeli MST 41
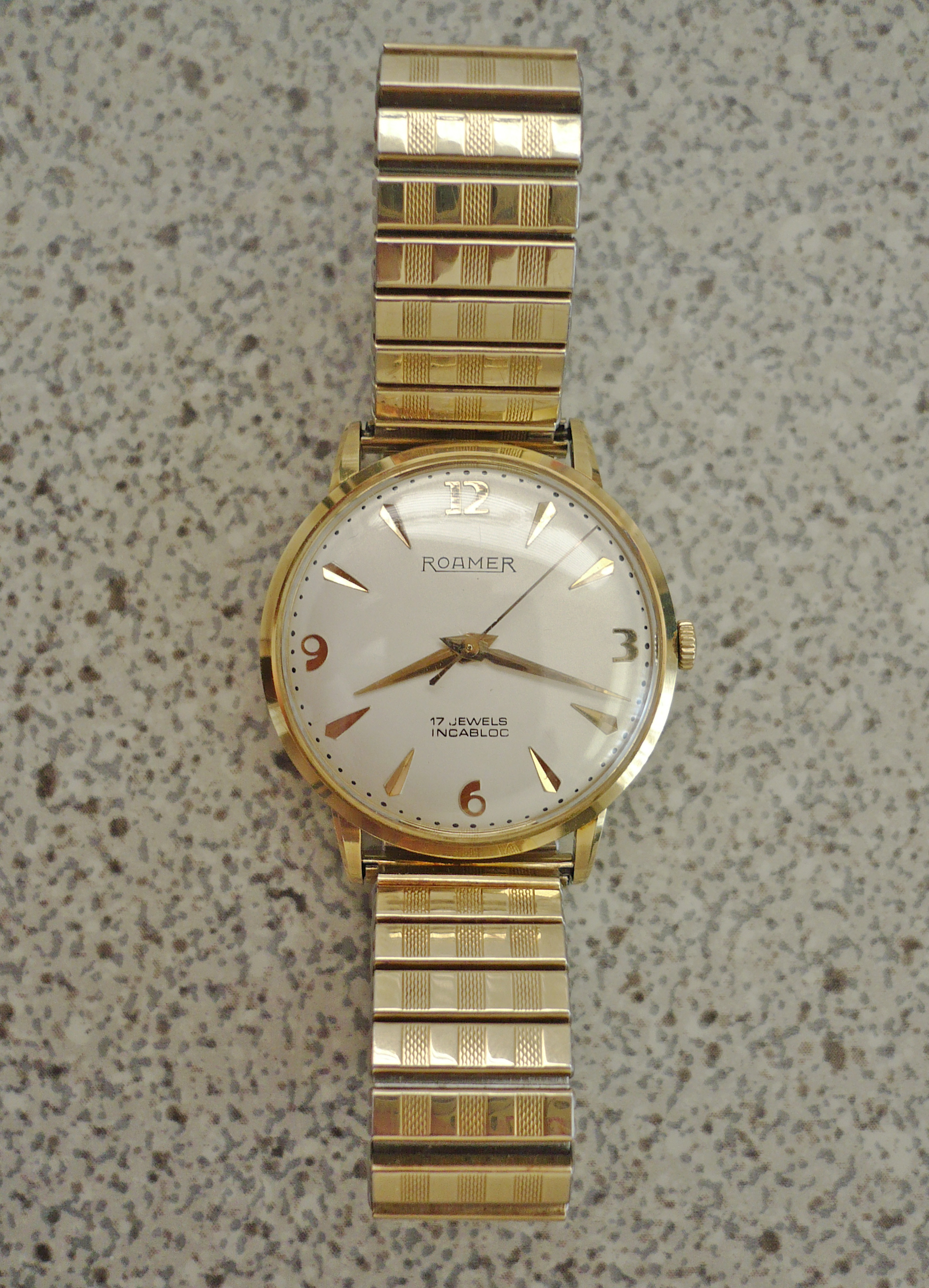
Roamer Premier (1961)
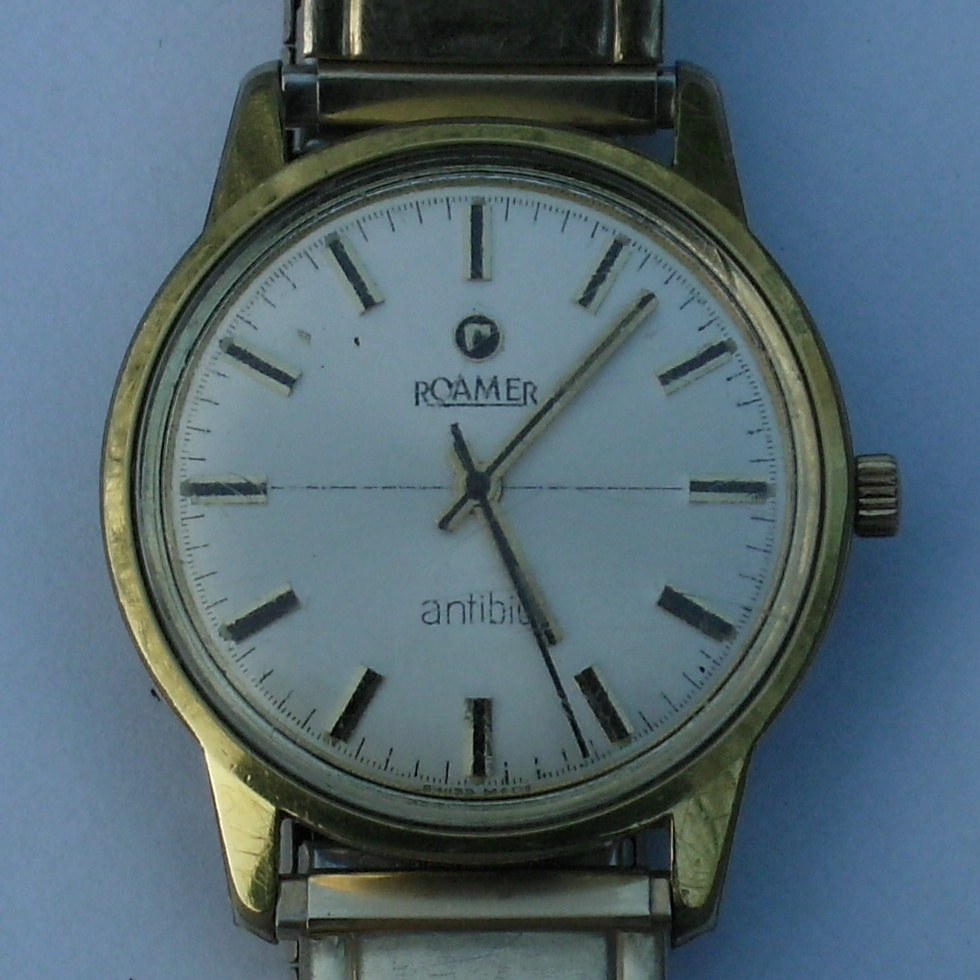
Roamer Anfibio
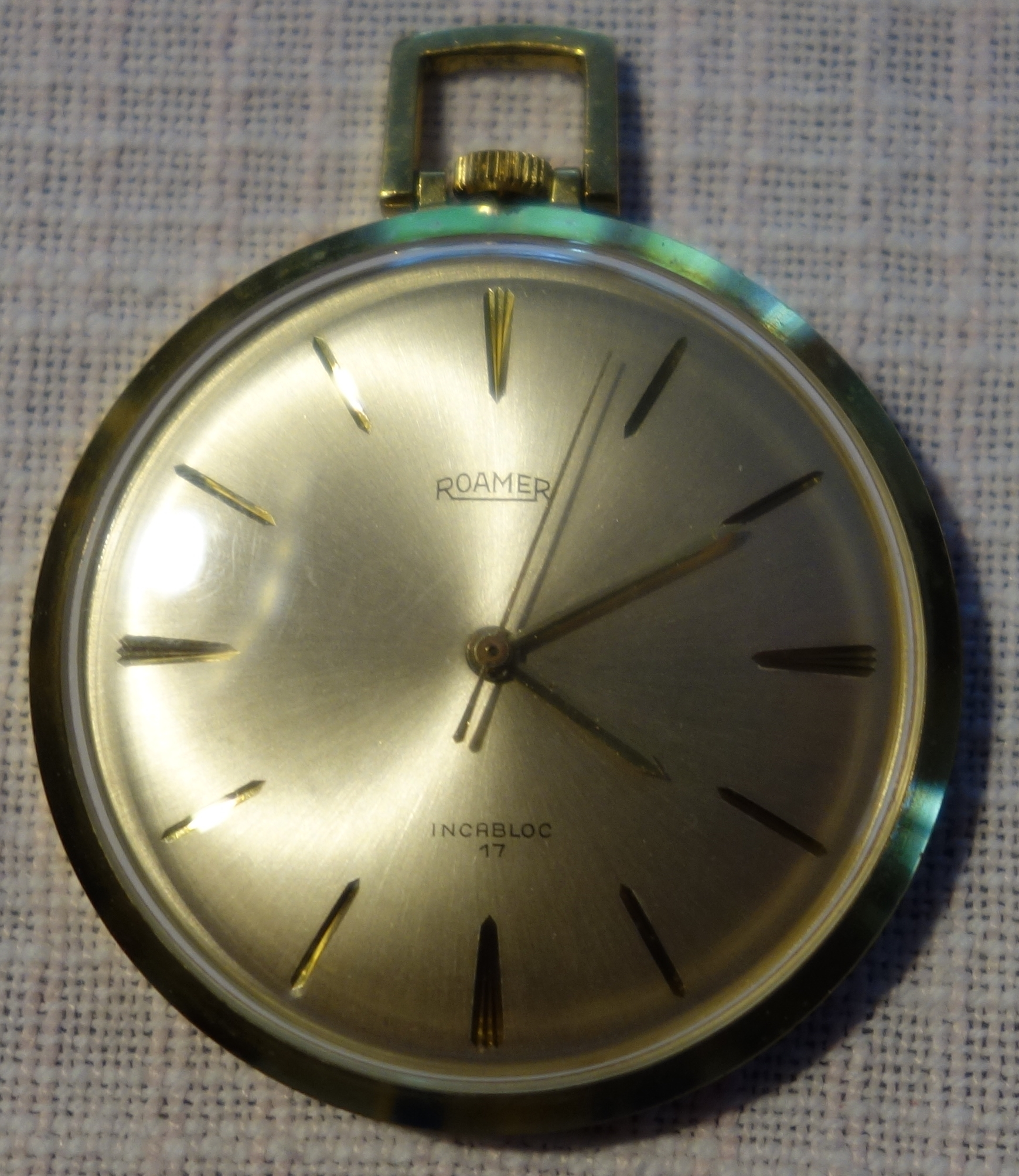
Vergoldete Taschenuhr von Roamer (1966)